# Sunnyi Melles
 (octobre 2022).
Si vous disposez d'ouvrages ou d'articles de référence ou si vous connaissez des sites web de qualité traitant du thème abordé ici, merci de compléter l'article en donnant les références utiles à sa vérifiabilité et en les liant à la section « Notes et références ».
Pour les articles homonymes, voir Melles.
Sunnyi Melles, née à Luxembourg, le 7 octobre 1958, est une actrice suisse.

## Biographie
Sunnyi Melles est fille du chef d'orchestre autrichien Carl Melles (de) et de l'actrice suisse Judith Melles (de) (née von Rohonczy), tous deux d'origine hongroise.

### Au théâtre
De 1978 à 1979, Sunnyi Melles étudie le théâtre à l'école Otto Falckenberg de Munich. En 1980, elle joue au Kammerspiele de Munich, où elle brille surtout dans les productions de Dieter Dorn. Dès 1982, elle fait partie de l'ensemble du Kammerspiele.
De 1990 à 1993, elle joue le rôle de la Maîtresse dans Jedermann au Festival de Salzbourg.
En 2003, elle suit Dieter Dorn au Bayerisches Staatsschauspiel de Munich. Elle y incarne Éléna Andréevna dans Oncle Vania d'Anton Tchekhov, produit par Barbara Frey (de) et est la novice  Isabella dans Mesure pour mesure de William Shakespeare.
- 1990-1993 : Jedermann : la Maîtresse

## Filmographie

### Télévision
- 1981 : Inspecteur Derrick (épisode Pourcentages) : Alice Hollerer
- 1983 : Tatort : Schimanski (épisode Miriam (de)) : Miriam Schultheiss
- 1983 : Rote Erde (de) (série télévisée, 9 épisodes) : Sylvia von Kampen
- 1988 : Cinéma (mini-série, 3 épisodes)
- 1992 : Maigret (épisode Maigret et la nuit du carrefour) d'Alain Tasma : Else Von Ritter
- 1994 : Inspecteur Derrick (épisode La Clé) : Suzanne Howald
- 1999 : Siska (saison 3, épisode 5 : Jalousie morbide (Laufsteg ins Verderbern)) : Helen Wieberg
- 2002 : Rex, chien flic (épisode Œil pour Œil)
- 2007 : Stolberg, (saison 2, épisode 4 Die letzte Vorstellung)
- 2008 : Tatort (Épisode "Exitus" (de)) : Dr Veronika Fuchsthaler
- 2015 : The Team (série TV) : Iris Gabler
- 2015 : Altes Geld (série TV) : Liane
- 2015 : Dr. Klein (série TV) : Nadja Pirsch
- 2015 : Tatort (Épisode Erkläre Chimäre (de)) : Isolde Schosser
- 2016 : SOKO Stuttgart (série TV) : Vicky Heller
- 2018 : Ich und R (TV) : Gerdi
- 2019 : Hôtel fantôme (de) (Das letzte Problem) (TV) de Karl Markovics : Madame Sessler, la cliente excentrique
- 2024 : Becoming Karl Lagerfeld (série Netflix) : Marlene Dietrich

### Cinéma
- 1974 : Le Loup des steppes : Rosa
- 1981 : Die Leidenschaftlichen : Charlotte / adeliges Fräulein
- 1982 : Wer spinnt denn da, Herr Doktor ? (de) : Marlene Schulz
- 1983 : Die wilden Fünfziger : Bambi
- 1985 : Dormire : Claudia Danner
- 1985 : Drei gegen drei : Frau Pelikan
- 1986 : '38 - Vienna Before the Fall ('38) : Carola
- 1986 : Paradies : Angelika
- 1986 : Der wilde Clown : Janis
- 1987 : Machenka : Lilli
- 1988 : Faust - Vom Himmel durch die Welt zur Hölle : Margarete
- 1989 : Geld : Gabriele Gessmann
- 1989 : The Spirit (Der Atem) : Guest appearance
- 1991 : Ich schenk dir die Sterne : Laura Montesi
- 1998 : Queen of the Lake (Jezerní královna) : Queen
- 1999 : Long Hello and Short Goodbye : Aurelia
- 2000 : Mister Boogie : Claudia Schuhmacher
- 2002 : Olgas Sommer : Ella
- 2002 : Oktopus : The Woman
- 2003 : Pumuckl und sein Zirkusabenteuer : Frau Magiaro
- 2005 : Snow White : Mutter Nico
- 2006 : Felix 2 - Der Hase und die verflixte Zeitmaschine : Gertrude (voix)
- 2008 : Falco – Verdammt, wir leben noch! : Prostituierte Bar Bijou
- 2008 : La Bande à Baader (Der Baader Meinhof Komplex) : Fr. Buddenberg
- 2008 : 1 1/2 Ritter - Auf der Suche nach der hinreißenden Herzelinde : Prostituierte
- 2008 : Les Buddenbrook, le déclin d'une famille (Buddenbrooks) : Senatorin Möllendorf
- 2009 : Effi Briest : Sidonie von Rasenapp
- 2009 : Unter Strom : Inspektor Sigrid Freesmann
- 2009 : La Disparition de Julia (Giulias Verschwinden) : Alessia
- 2009 : Vision – Aus dem Leben der Hildegard von Bingen  : la mère de Richardis
- 2010 : Nanga Parbat - L'ascension extrême (Nanga Parbat) : Diplomatengattin
- 2010 : Hanni et Nanni : Erikas Mutter
- 2011 : Jeux de rôles (Rubbeldiekatz) : Annegret
- 2012 : Zettl : Jacky Timmendorf
- 2012 : Die Libelle und das Nashorn : Woman in TV Movie
- 2012 : 9 mois de réflexion : Franziska Schnidt
- 2012 : Les Arpenteurs du monde (Die Vermessung der Welt) : Mutter Humboldt
- 2013 : Ein schmaler Grat : Frau Heintz
- 2013 : Die Erfindung der Liebe : Amine von Kirsch / Claudia
- 2017 : Einmal bitte alles : Ursula Finsterwalder
- 2018 : Le Formidable Envol de Motti Wolkenbruch : Frau Silberzweig
- 2018 : Grüner wird's nicht : Evelyn von Zeydlitz
- 2018 : Safari: Match Me If You Can : Aurelie
- 2018 : Der Bauer zu Nathal
- 2022 : Sans filtre (Triangle of Sadness) de Ruben Östlund : Vera

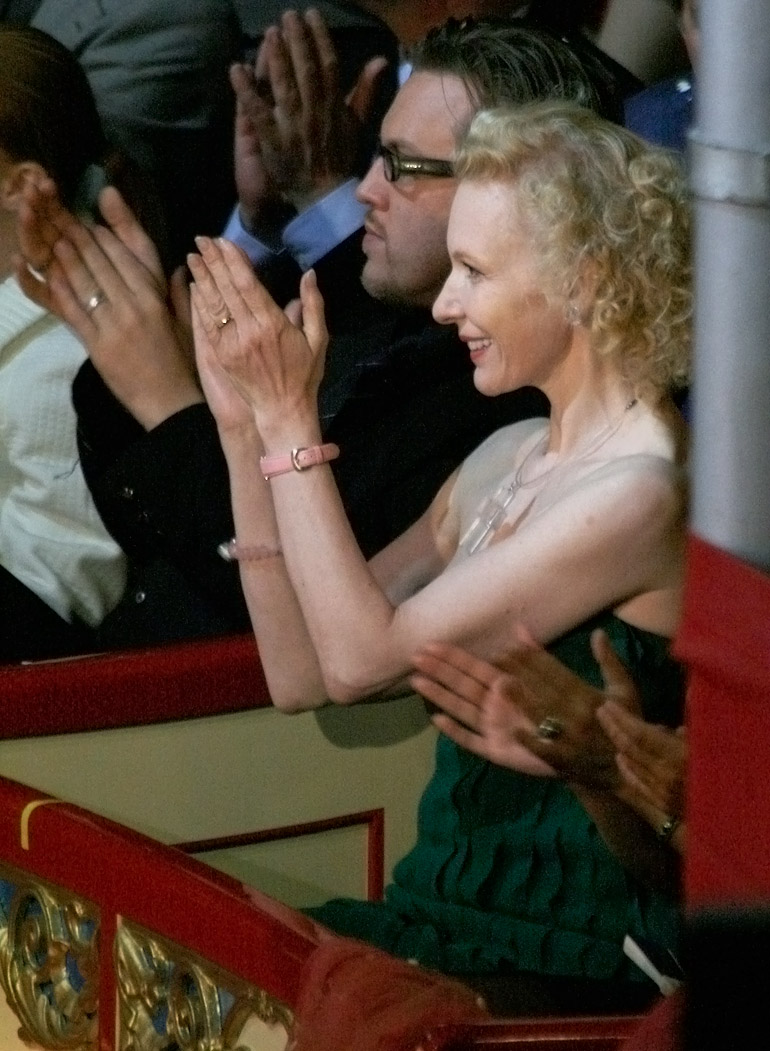
Sunnyi Melles aux prix du théâtre Nestroy 2009 (aux côtés de Nicholas Ofczarek)

## Distinctions
- 2004 : Ordre bavarois du Mérite
- 2005 : Prix Nestroy dans la catégorie "Meilleure actrice" pour son rôle de Valerie dans Légendes de la forêt viennoise